# Càncer anal
El càncer anal és un tipus de càncer que sorgeix de l'anus. Es tracta d'una entitat diferent del càncer colorectal, més comú. L'etiologia, factors de risc, la progressió clínica, estadiatge i tractament són diferents. El càncer anal és típicament un carcinoma de cèl·lules escatoses que es presenta prop de la unió escatocolumnar.
Juntament amb el càncer de recte, a Catalunya, les taxes de mortalitat (x 100.000 hab.; i en % sobre el total de càncers per sexe; estandarditzades segons sexe, 2018) són: 3,38 dones; 8,43 homes; 5,60 total; 3,02% en dones; 3,57% en homes.